# Empoasca comara
Empoasca comara är en insektsart som beskrevs av Delong och Guevara 1954. Empoasca comara ingår i släktet Empoasca och familjen dvärgstritar. Inga underarter finns listade i Catalogue of Life.